# 陶家大湖
陶家大湖是一个位于中国湖北省新洲县的湖泊，面积约为7.8平方千米，平均水深约为1.5米，蓄水量约为2000万立方米。